# هاي لاد
هاي لاد (بالإنجليزية: Hi Ladd)‏ هو لاعب كرة قاعدة أمريكي، ولد في 9 فبراير 1870 في ويليمانتيك في الولايات المتحدة، وتوفي في 7 مايو 1948 في كرانستون في الولايات المتحدة.

## وصلات خارجية
- هاي لاد على موقعبيزبول رفرنس.كوم (الدوري الرئيسي) (الإنجليزية)